# Belgische kampioenschappen atletiek 1945
De Belgische kampioenschappen atletiek 1945 alle categorieën vonden plaats op 29 juli in het Olympisch Stadion te Antwerpen en op 5 augustus in het Joseph Marienstadion in Vorst. De 3000 m steeple werd gelopen op 15 augustus in het Albert Dyserynckstadion in Sint-Andries. De 10.000 m vond plaats op 9 september in Schaarbeek.
De kampioenschappen voor vrouwen vonden op 29 juli plaats in Schaarbeek.

## Uitslagen

### 100 m/80 m
| rang   | atleet             | prestatie |
| ------ | ------------------ | --------- |
| Goud   | François Braekman  | 11,0 s    |
| Zilver | Dieudonné Guthy    | 11,1 s    |
| Brons  | August Van Brussel | 11,2 s    |

| rang   | atlete      | prestatie |
| ------ | ----------- | --------- |
| Goud   | J. Verbeken | 11,1 s    |
| Zilver | P. Noel     |           |
| Brons  | Geudens     |           |

### 200 m/150 m
| rang   | atleet           | prestatie |
| ------ | ---------------- | --------- |
| Goud   | Pol Braekman     | 22,6 s    |
| Zilver | Fernand Bourgaux | 23,0 s    |
| Brons  | Herman Jansseune | 23,2 s    |

| rang   | atlete        | prestatie |
| ------ | ------------- | --------- |
| Goud   | Aimée Knaepen | 21,2 s    |
| Zilver | J. Seghers    |           |
| Brons  | Jenny This    |           |

### 400 m
| rang   | atleet          | prestatie |
| ------ | --------------- | --------- |
| Goud   | Guy Van Goethem | 49,7 s    |
| Zilver | Roger Siroul    | 49,8 s    |
| Brons  | Raymond Rosier  | 50,7 s    |

### 800 m/600 m
| rang   | atleet           | prestatie |
| ------ | ---------------- | --------- |
| Goud   | Richard Brancart | 1.55,5    |
| Zilver | Eugene Goossens  | 1.58,9    |
| Brons  | F. Robert        | 1.59,7    |

| rang   | atlete          | prestatie |
| ------ | --------------- | --------- |
| Goud   | Mary Vermeylen  | 2.08,4    |
| Zilver | Betty Vermeylen |           |
| Brons  |                 |           |

### 1500 m
| rang   | atleet          | prestatie |
| ------ | --------------- | --------- |
| Goud   | Robert Everaert | 4.03,2    |
| Zilver | Marcel Rajon    | 4.04,6    |
| Brons  | Marcel Hubert   | 4.06,6    |

### 5000 m
| rang   | atleet          | prestatie |
| ------ | --------------- | --------- |
| Goud   | Ward Schroeven  | 15.25,8   |
| Zilver | Henri De Belder | 15.34,8   |
| Brons  | Jean Allecourt  | 16.04,2   |

### 10.000 m
| rang   | atleet          | prestatie |
| ------ | --------------- | --------- |
| Goud   | Henri De Belder | 34.03,6   |
| Zilver | Felix Meskens   | 34.29,4   |
| Brons  | René Vincent    | 35.37,0   |

### 110 m horden/80 m horden
| rang   | atleet           | prestatie |
| ------ | ---------------- | --------- |
| Goud   | Pol Braekman     | 14,9 s    |
| Zilver | Piet Van de Sype | 15,3 s    |
| Brons  | Roger Laermans   | 15,6 s    |

| rang   | atlete | prestatie |
| ------ | ------ | --------- |
| Goud   |        |           |
| Zilver |        |           |
| Brons  |        |           |

### 200 m horden
| rang   | atleet            | prestatie |
| ------ | ----------------- | --------- |
| Goud   | Piet Van de Sijpe | 25,7 s    |
| Zilver | Claude Schwartz   | 26,1 s    |
| Brons  | Roger Laermans    | 26,3 s    |

### 400 m horden
| rang   | atleet            | prestatie |
| ------ | ----------------- | --------- |
| Goud   | Claude Schwartz   | 57,9 s    |
| Zilver | Antoine Lafortune | 60,7 s    |
| Brons  | J. Pycke          | 61,9 s    |

### 3000 m steeple
| rang   | atleet              | prestatie |
| ------ | ------------------- | --------- |
| Goud   | Marcel Vandewattyne | 10.14,0   |
| Zilver | Pradel Moreels      | op 120 m  |
| Brons  | Emile Renson        |           |

### Verspringen
| rang   | atleet            | prestatie |
| ------ | ----------------- | --------- |
| Goud   | François Braekman | 6,56 m    |
| Zilver | Richard Brancart  | 6,48 m    |
| Brons  | René Libert       | 6,35 m    |

| rang   | atlete             | prestatie |
| ------ | ------------------ | --------- |
| Goud   | Aimée Knaepen      | 4,53 m    |
| Zilver | Jenny Van Gerdinge | 4,42 m    |
| Brons  | Flament            | 4,28 m    |

### Hink-stap-springen
| rang   | atleet          | prestatie |
| ------ | --------------- | --------- |
| Goud   | Maurice Couraux | 12,52 m   |
| Zilver | L. Lefevre      | 12,35 m   |
| Brons  | E. Lindeman     | 12,045 m  |

### Hoogspringen
| rang   | atleet                | prestatie |
| ------ | --------------------- | --------- |
| Goud   | Roger Van Vlierberghe | 1,75 m    |
| Zilver | Robert Piette         | 1,75 m    |
| Brons  | Maurice Couraux       | 1,75 m    |

| rang   | atlete             | prestatie |
| ------ | ------------------ | --------- |
| Goud   | Jenny Van Gerdinge | 1,35 m    |
| Zilver | Th. Claessen       | 1,30 m    |
| Brons  | José Thys          | 1,30 m    |

### Polsstokhoogspringen
| rang   | atleet             | prestatie |
| ------ | ------------------ | --------- |
| Goud   | Frans Van Peteghem | 3,60 m    |
| Zilver | Louis Mulkens      | 3,40 m    |
| Brons  | François Moons     | 3,30 m    |

### Kogelstoten
| rang   | atleet            | prestatie |
| ------ | ----------------- | --------- |
| Goud   | René Vande Voorde | 12,67 m   |
| Zilver | Guy de Morteuil   | 12,565 m  |
| Brons  | R. Van den Berghe | 12,395 m  |

| rang   | atlete           | prestatie |
| ------ | ---------------- | --------- |
| Goud   | Van der Steichel | 8,93 m    |
| Zilver | José Thys        | 8,85 m    |
| Brons  | Nicole Saeys     | 7,70 m    |

### Discuswerpen
| rang   | atleet              | prestatie |
| ------ | ------------------- | --------- |
| Goud   | Jacques de Morteuil | 39,59 m   |
| Zilver | René Herla          | 37,05 m   |
| Brons  | René Vande Voorde   | 37,04 m   |

| rang   | atlete             | prestatie |
| ------ | ------------------ | --------- |
| Goud   | Jacqueline Stoupel | 29,62 m   |
| Zilver | Jenny Van Gerdinge | 28,46 m   |
| Brons  | José Thys          | 27,77 m   |

### Speerwerpen
| rang   | atleet            | prestatie |
| ------ | ----------------- | --------- |
| Goud   | Nestor Hinderyckx | 53,54 m   |
| Zilver | Émile Ninnin      | 51,25 m   |
| Brons  | Arthur Fontaine   | 48,59 m   |

| rang   | atlete           | prestatie |
| ------ | ---------------- | --------- |
| Goud   | José Thys        | 28,96 m   |
| Zilver | Van der Steichel | 26,10 m   |
| Brons  | Th. Claessen     | 23,55 m   |

1889 · 
1890 · 
1891 · 
1892 · 
1893 · 
1894 · 
1895 · 
1896 · 
1897 · 
1898 · 
1899 · 
1900 · 
1901 · 
1902 · 
1903 · 
1904 · 
1905 · 
1906 ·
1907 ·
1908 · 
1909 · 
1910 · 
1911 · 
1912 · 
1913 · 
1914 · 
1919 · 
1920 · 
1921 · 
1922 · 
1923 · 
1924 · 
1925 · 
1926 · 
1927 · 
1928 · 
1929 · 
1930 · 
1931 · 
1932 · 
1933 · 
1934 · 
1935 · 
1936 · 
1937 · 
1938 · 
1939 · 
1940 · 
1941 · 
1942 · 
1943 · 
1944 · 
1945 · 
1946 · 
1947 · 
1948 · 
1949 · 
1950 · 
1951 · 
1952 · 
1953 · 
1954 · 
1955 · 
1956 · 
1957 · 
1958 · 
1959 · 
1960 · 
1961 · 
1962 · 
1963 · 
1964 · 
1965 · 
1966 · 
1967 · 
1968 · 
1969 · 
1970 · 
1971 · 
1972 · 
1973 · 
1974 · 
1975 · 
1976 · 
1977 · 
1978 · 
1979 · 
1980 · 
1981 · 
1982 · 
1983 · 
1984 · 
1985 · 
1986 · 
1987 · 
1988 · 
1989 · 
1990 · 
1991 · 
1992 · 
1993 · 
1994 ·
1995 · 
1996 · 
1997 · 
1998 · 
1999 · 
2000 · 
2001 · 
2002 · 
2003 · 
2004 · 
2005 · 
2006 · 
2007 · 
2008 · 
2009 · 
2010 · 
2011 · 
2012 · 
2013 · 
2014 · 
2015 · 
2016 · 
2017 · 
2018 · 
2019 · 
2020 · 
2021 · 
2022 · 
2023 · 
2024